# Vicente Castelló

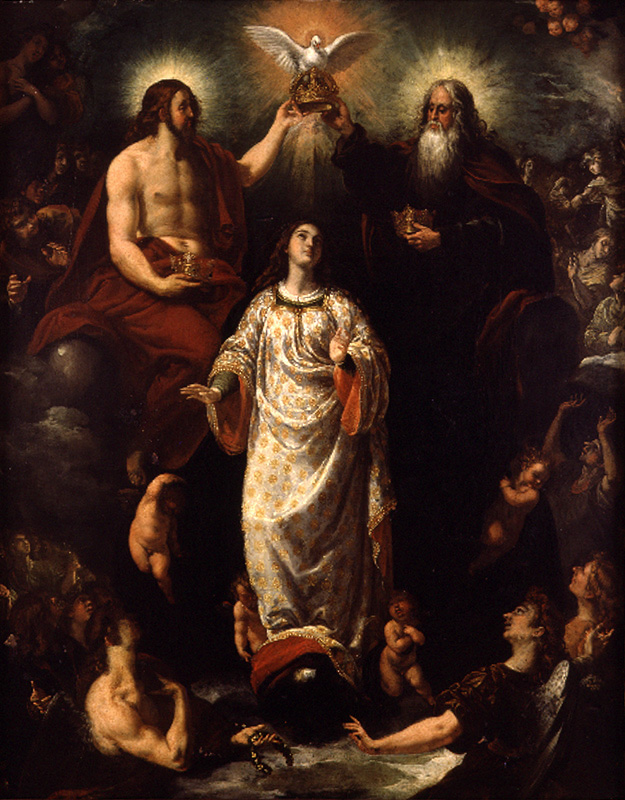
La coronación de la Virgen, óleo sobre lienzo, 71 x 55,6 cm, Museo de Bellas Artes de Valencia.

Vicente Castelló (Valencia, c.1585-Valencia, 1636) fue un pintor barroco español establecido en Valencia, colaborador y yerno de Francisco Ribalta al casar, en fecha desconocida, con una hija de este. La semejanza de estilo con las pinturas de su suegro y con las de su cuñado Juan Ribalta, hizo que se atribuyesen a estos las obras de Castelló, quedando por mucho tiempo relegado al olvido.

## Biografía
Vicente Castelló fue hijo de Salvador Castelló, pintor aragonés establecido en Valencia en 1585, y de Jerónima Comes, hija del también pintor Jerónimo Comes. Es probable que ya su padre colaborase con Francisco Ribalta, con quien Vicente entraría a trabajar tempranamente. 
En 1616 se inscribió en el Colegio de Pintores junto con un hermano menor, al que se pidieron dos años de práctica en el taller para ser reconocido como oficial. El hecho de que a Vicente no se le impusiese ninguna condición para obtener el mismo reconocimiento induce a pensar que fuese ya entonces pintor independiente, aunque siempre unido a los Ribalta. En este sentido, Fernando Benito advierte los modos de Castelló en dos pequeñas tablas de la predela del retablo de Santas Justa y Rufina en Alacuás, pintado hacia 1612, en las que se representan los martirios de las santas con acusados escorzos de raíz escurialense, que Castelló hubo de tomar del retablo de la parroquial de Algemesí pintado poco antes por Francisco Ribalta.
Hacia 1620 se encontraba trabajando en la comarca de Segorbe (Castellón) con Juan Ribalta y Abdón Castañeda. Los tres cobraron conjuntamente por el retablo de Andilla, finalizado en 1626, y pintaron dos cuadros (desaparecidos) para la capilla de la Comunión de la catedral de Segorbe. De la misma época ha de ser la Apoteosis de San Bruno del Museo de Castellón, procedente de la cartuja de Valdecristo, próxima a Segorbe, que parece haber salido de sus manos, aunque habitualmente ha sido adscrita a Francisco Ribalta. También se le atribuye la conclusión de la Virgen de Porta-Coeli del Museo de Bellas Artes de Valencia, procedente del retablo de la cartuja de Porta-Coeli contratado por Francisco Ribalta en 1625.
Muertos los Ribalta en 1628, quedó al frente de los asuntos familiares en lo que restaba del taller. A este momento pertenece el San Miguel del Ayuntamiento de Valencia. En 1630 se encontraba de vuelta en Segorbe donde tuvo un desafío con Pedro García Ferrer, pintor también del círculo ribaltesco, por el que debían pintar en competencia una Historia de los inocentes de «invención propia y no copiados de otra parte», comprometiéndose quien resultase perdedor al pago de cincuenta libras. La última noticia con que se cuenta es de 1635 y corresponde al testamento del obispo de Segorbe, Pedro Ginés de Casanova, quien dejaba en él consignada una cantidad para la pintura de una Última Cena de Castelló, de quien el obispo tenía un original.

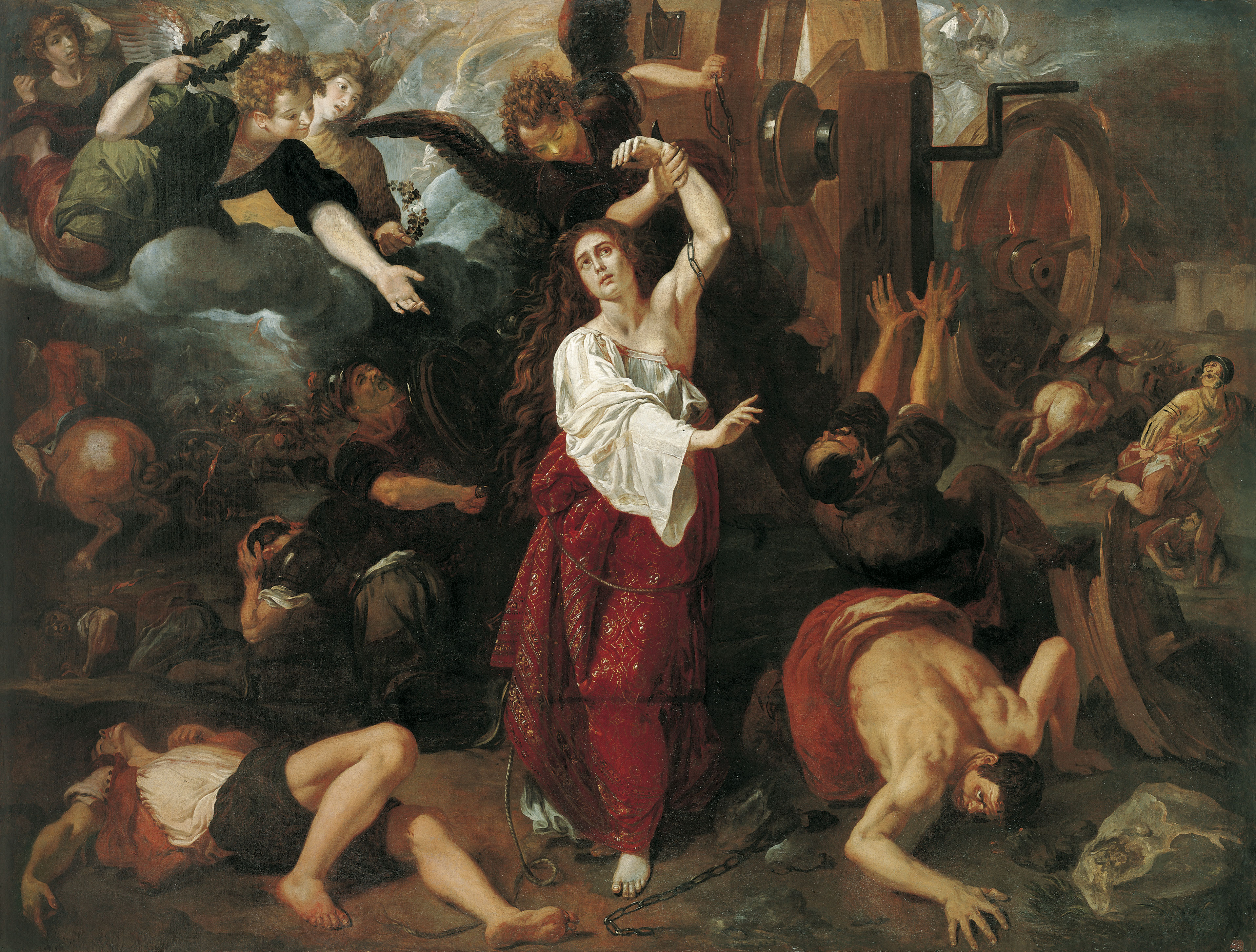
El martirio de santa Catalina, óleo sobre lienzo, 157 x 207,5 cm, Museo de Bellas Artes de Bilbao.

## Obra
A Castelló se le distingue dentro de la producción ribaltesca por algunos rasgos propios de su personalidad, como un mayor alargamiento de las figuras, con bruscos cambios de escala, la gesticulación nerviosa y el gusto por los escorzos exagerados. Su técnica carece de la precisión que se encuentra en las pinturas de los Ribalta, empleando a la vez una pincelada más fluida y colores más fríos, especialmente en los fondos, a base de tonalidades grises y azuladas. Son estos los rasgos que han permitido asignarle algunos cuadros anteriormente atribuidos genéricamente a los Ribalta, como la Coronación de la Virgen del Museo de Bellas Artes de Valencia, procedente de la congregación de San Felipe Neri de Valencia, obra que gozó de gran predicamento a juzgar por las copias existentes de ella; el Descenso al Limbo de las Agustinas de Segorbe, pintado hacia 1623, o el Martirio de Santa Catalina y la Adoración de los pastores del Museo de Bellas Artes de Bilbao, alguna vez considerada obra de Pedro de Orrente.